# Die Oliver Pocher Show
Die Oliver Pocher Show war eine Late-Night-Show mit Oliver Pocher beim Sender Sat.1, die zwischen dem 2. Oktober 2009 und dem 18. März 2011 ausgestrahlt wurde. Sie lief freitags um 22:15 Uhr, nach der Sommerpause, ab dem 27. August 2010, jedoch immer freitags um 23:15 Uhr. Eine Wiederholung lief samstags um 20:15 Uhr bei Sat.1 Comedy. Einzelne Ausschnitte der Sendungen sind kostenlos bei sat1.tv abrufbar, ganze Folgen bei maxdome.

## Konzept
Die Oliver Pocher Show war eine Mischung aus Late-Night und Personality-Comedy mit auf den Moderator zugeschnittenen Rubriken. Jede Sendung begann mit einem Stand-up. Es folgten aktuelle, satirische Beiträge und vorproduzierte Einspieler mit Oliver Pocher. In der Rubrik Pochers Auftrag musste Oliver Pocher spontan einen Wunsch eines Zuschauers erfüllen. In der Regel kamen jeweils ein musikalischer Gast und ein prominenter Gast in die Sendung, wobei im Vorfeld auch nicht ausgeschlossen wurde, dass unbekannte Gäste mit einer besonderen Geschichte eingeladen werden. In einer Sidekick-ähnlichen Funktion wurde Pochers Vater, der während der Sendung im Zuschauerraum saß, aktiv in die Sendung und die Beiträge eingebunden. Darüber hinaus gab es im Studio und in Köln mit den Gästen und Zuschauern spontane Aktionen.
Da die Zuschauerzahlen Ende 2009 für Sat.1 nicht zufriedenstellend waren, wurden statt des Original-Konzepts mehrere Spezial-Sendungen produziert. In den Sendungen mit den Schwerpunkten Jahresrückblick, Weihnachten, Südafrika und Schwangerschaft gab es keine Late-Night-Elemente mehr, sie waren reine Personality-Comedyshows. Seit Ende Januar liefen wieder Ausgaben ohne Themenschwerpunkte, die ebenfalls nur wenige Late-Night-Elemente enthielten. So gab es keine Showband und keinen Gastgebertisch mehr, und weder Pocher noch die Gäste betraten die Sendung über eine große Showtreppe.
Mit der Schwangerschafts-Ausgabe vom 22. Januar 2010 wurden zwei Baby-Puppen eingeführt, mit denen Pocher bei seinem Stand-up einen Dialog führte, gespielt wurden die Puppen von Martin Reinl. In der Sendung am 5. Februar 2010 wurden die Puppen auf die Namen Kalle & Ralle getauft. Via Internet konnten Namensvorschläge eingereicht werden. Die „Taufpaten“ waren der Schauspieler Jürgen Vogel und der Popstars-Juror Detlef D! Soost. Die Puppen verschwanden jedoch nach der Sommerpause 2010 aus der Show.
Seit Anfang 2010 verlor die Sendung bei den Zuschauern an Beliebtheit. Kritisiert wurden vor allem die wenigen Interviews zwischen Prominenten und Pocher. In der Sommerpause 2010 wurde das Studio nochmals umgebaut. Die vorher groß angekündigte „steilste Show-Treppe der Welt“ gab es seitdem nicht mehr. Es wurde mehr Platz für Interaktionen mit dem Publikum geschaffen und die Anzahl der prominenten Gäste reduziert.

## Produktion
Die Show wurde in der Regel am frühen Freitagabend im alten Residenz-Theater in Köln aufgezeichnet. Zu besonderen Anlässen wurde sie auch live ausgestrahlt. Produziert wurde die Sendung von Pochers Firma Pocher Entertainment in Zusammenarbeit mit Spiegel TV Infotainment. Bis Ende 2009 zeichnete Arne Kreutzfeldt als Executive Producer verantwortlich. Nach seinem Ausscheiden übernahm diese Aufgabe Jörg Imholz, der zuvor als Realisator für das Projekt tätig war.
Sat.1 hat mit der Ausstrahlung einer Best-of-Folge am 18. März 2011 die Show aufgrund schlechter Einschaltquoten eingestellt.

## Besonderheiten
Die Ausgabe vom 13. November 2009 begann mit einer ernsten Einleitung von ihm, da der Torwart Robert Enke von Hannover 96, dem Lieblingsverein von Oliver Pocher, wenige Tage zuvor durch Suizid verstorben war. Pocher war ein guter Freund von Enke.
Die Ausgabe vom 27. November 2009 moderierte Oliver Pocher vom heimischen Sofa aus, da er sich in der Woche zuvor mit dem H1N1-Virus (auch Schweinegrippe) infiziert hatte. Er wurde per Monitor seinen Gästen und dem Publikum ins Studio zugeschaltet. Diese Ausgabe war mit 1,44 Mio. Zuschauern bis dahin die zweiterfolgreichste.
Anlässlich eines Benefiz-Fußballspieles zwischen einem Sat.1-Team und der haitianischen Nationalmannschaft suchte Oliver Pocher in den Ausgaben vom 5. Februar bis zum 5. März 2010 im Rahmen der Show auch Amateur-Spieler, die sich für die engere Auswahl des Teams qualifizieren konnten. Die für die Qualifizierung entscheidende Ausgabe am 5. März 2010 hatte daher ausnahmsweise eine Länge von 90 Minuten.